# 消失的基頻
消失的基頻（missing fundamental）是心理聲學領域常被談論的現象之一。週期訊號的基頻即為訊號的音高，但基頻訊號的強度大小卻不一定大過泛音強度大小，有時基頻訊號的強度大小甚至為零，這種情形即所謂消失的基頻。
在日常生活中，一般的樂器的聲音均是由基頻與倍頻（泛音）組合而成，而基頻就是影響聲音音高的主要因素之一。然而，當我們將基頻的強度以人為方式調整為零時，會發現被調整過後的聲音音高仍舊不變。
此一現象雖然讓音高在頻譜上的判別更加困難，但也被應用於訊號處理領域。

## 早期發現者
巴洛克時期威尼斯的小提琴家兼作曲家塔替尼就曾發現「消失的基頻」現象，所以後人又稱此現象為塔替尼效應（Tartini Effect）。塔替尼在演奏小提琴時發現，當他用力演奏雙音時，會聽到一個低音。例如，A4（440Hz） + C#6（1100Hz） ，頻率比為2:5，此時會聽到A3（220Hz）的聲音。

## 相關研究
一般而言，基頻消失的情形常常發生在低音部分。這種情形常會被誤認為是基頻成分的強度遠大過泛音所致，其實不然。在很多情形下，基頻的強度是小於泛音，甚至為零的。
關於該現象的成因，存在多種解釋。部分學者認為其源自於耳朵中的非線性扭曲（nonlinear distortion），然而這個說法卻遭到質疑，因為有實驗表明，當加入一些雜訊來讓這些扭曲消失時，受測者仍然能感受到消失的基頻。現在較為可信的說法是人類的大腦會對接收到的頻率進行數學的運算，而這個運算方法學者普遍認為是藉由自相關函數（Autocorrelation Function）來判斷音高。但由於研究結果尚未找到人類聽覺神經系統中與時間延遲相關的機制，所以目前仍舊無法建立一個完整的學說。

## 音高判斷

### 自相關函數法（Autocorrelation Function）
此方法為時域的方法。計算方式如下：
{\displaystyle acf\left(\tau \right)=\sum _{t=0}^{n-1-\tau }s\left(i\right)s\left(i+\tau \right)}
其中s(i)為某一個音框的訊號而τ為時間延遲量。此法的目的即是要找出能使 acf(τ)產生極大值的τ值，便可藉此計算出音高。
簡單來說，自相關函數便是計算一個音框s(i)（i = 0, 1, 2, …, n-1）和本身的相似度。

### 頻譜觀察法
此方法為頻域的方法。
藉由時頻分析得到的時頻圖（spectrogram）來分析。但基頻消失時則無法在時頻圖上讀到基頻，此種情形必須使用泛音來推測出基頻，如取泛音頻率的最大公因數。
但以上兩種方法均適用在單音音樂，若是多聲部（多樂器）的音樂則需要較複雜的演算法。

## 日常生活中實際的例子與應用

### 電話
一般的市內電話較難傳送頻率300Hz以下的訊號，但成年男性的聲音大多落在150Hz左右，但成年男性的聲音並不會因為經由電話傳輸而變得不像男生。這是由於人耳對音高的感知並不會因為基頻消失而改變。

### 管風琴
管風琴是一種體積較大的樂器，有時候會因為空間與成本的因素，將樂器最低的那個八度的琴鍵移除，若是要演奏那些被移除的音，則可以演奏該音的兩個的泛音，此時聆聽者即會聽到那個低音。

### 音響系統
音響在低頻部分的頻率響應會有一個最低的截止頻率，無法輸出比此頻率還低的頻率成分，此時即可利用「消失的基頻」現象產生突破硬體設備限制的低音。

## 外部連結
- Pitch Paradoxical （页面存档备份，存于）
- Structural and functional asymmetry of lateral Heschl's gyrus reflects pitch perception preference （页面存档备份，存于） – abstract of the Heidelberg research, as published in Nature Neuroscience 8, 1241–1247 (2005); downloading the full article requires payment
- How do you hear tones? – discussion forum thread about the Heidelberg research, with a link to a sound file used in the research so that readers can determine whether they are fundamental or overtone hearers